# Liste der Mitglieder des Landtags von Waldeck-Pyrmont 1917–1919
Diese Liste nennt die Liste der Mitglieder des Landtags von Waldeck-Pyrmont 1917–1919.
1852 verabschiedete Fürst Georg Victor die Verfassungsurkunde für die Fürstentümer Waldeck und Pyrmont. Damit wurde ein neues Wahlrecht bestimmt und 1917 der 24. und letzte Landtag nach diesem Wahlrecht gewählt. Gewählt wurden 15 Abgeordnete in indirekter Wahl in Mehrpersonenwahlkreisen. Diese Wahlkreise entsprachen den vier Landkreisen, wobei je Kreis vier Abgeordnete gewählt wurden. Ausnahme war Pyrmont, wo drei Abgeordnete gewählt wurden. Rechtsgrundlage der Wahl war das Wahlgesetz vom 17. August 1852 (Wald. Reg. Bl., S. 163) in der Fassung vom 2. August 1856 (Wald. Reg. Bl., S. 75).

## Liste der Abgeordneten
Die so bestimmten Abgeordneten waren: 
| Wahlbezirk           | Abgeordneter          | Anmerkungen |
| -------------------- | --------------------- | ----------- |
| Kreis der Twiste     | August Beste          |             |
| Kreis der Twiste     | Karl Knoll            |             |
| Kreis der Twiste     | Heinrich Welle        |             |
| Kreis der Twiste     | Christian Heine       |             |
| Kreis des Eisenbergs | Oswald Waldschmidt    |             |
| Kreis des Eisenbergs | Heinrich Böhle        |             |
| Kreis des Eisenbergs | Christian Zölzer      |             |
| Kreis des Eisenbergs | Christian Köchling    |             |
| Kreis der Eder       | Wilhelm Schmieding    | NLP         |
| Kreis der Eder       | Hermann Waldschmidt   |             |
| Kreis der Eder       | Karl Krüger           |             |
| Kreis der Eder       | Carl Hartmann         |             |
| Kreis Pyrmont        | Heinrich Stuckenbrock |             |
| Kreis Pyrmont        | Emil Bermann          |             |
| Kreis Pyrmont        | Gustav Baumbach       |             |